# Ephysteris brachyptera
Ephysteris brachyptera é uma espécie de insetos lepidópteros, mais especificamente de traças, pertencente à família Gelechiidae.
A autoridade científica da espécie é Karsholt & Sattler, tendo sido descrita no ano de 1998.
Trata-se de uma espécie presente no território português.